# Невилл, Джон, 3-й барон Невилл из Рэби
Джон де Невилл (англ. John de Neville; ок. 1330 — 17 октября 1388, Ньюкасл-апон-Тайн) — 3-й барон Невилл из Рэби с 1367 года; рыцарь ордена Подвязки с 1369 года; английский землевладелец и военачальник; старший сын Ральфа Невилла, 2-го барона Невилла из Рэби, от брака с Элис Одли.
В молодости участвовал в Столетней войне в армии отца. С 1360-х годов Джон входил в близкое окружение Джона Гонта, одного из сыновей короля Англии Эдуарда III. Принимал участие в военной экспедиции Гонта и его старшего брата, Эдуарда Чёрного Принца, в Кастилию. В 1372—1374 годах служил в герцогстве Бретань. В 1371—1376 годах был лорд-стюардом королевского двора, но был смещён со своей должности «Хорошим парламентом», и ему было велено выплатить большой штраф. Хотя в следующем году «Плохой парламент» отменил решения предыдущего, но к службе при дворе Невилл не вернулся, сосредоточившись на военной службе. В 1378—1380/1381 годах он был сенешалем Гаскони, а вернувшись в Англию неоднократно занимал должность хранителя Шотландских марок.
Благодаря покровительству Джона Гонта и дружбе с Уильямом Латимером, 4-м бароном Латимером, на наследнице которого он женился, Невилл получил немало владений в Нортумберленде и Йоркшире и приобрёл большое личное богатство. По сообщению «Вестминстерской хроники» в 1385 году король Ричард II присвоил ему титул графа Камберленда, однако в знак протеста против щедрости короля парламент в октябре того же года отказался утвердить этот титул. Только в 1397 году его сын Ральф Невилл получил титул графа Уэстморленда.
Богатство и амбиции Невилла, который пытался поднять значение своего рода и вывести его на первые роли среди английской высшей знати, нашли своё отражение в строительстве им каменных замков Рэби и Шерифф Хаттон, а также в финансировании создания так называемого «экрана Невилла» — нового постамента для святыни святого Кутберта в Даремском соборе.

## Происхождение и молодые годы
Джон происходил из знатного английского рода Невиллов, который был вторым по значимости родом в Северно-Восточной Англии после рода Перси. Его отец, Ральф де Невилл, 2-й барон Невилл из Рэби, имел владения в Дареме, Северном Йоркшире и Линкольншире с центром в Рэби в Дареме. Он был английским военачальником на службе у королей Эдуарда II и Эдуарда III, принимая участие в различных военных действиях против Шотландии. Он был одним из ближайших соратников Эдуарда Чёрного Принца, старшего сына Эдуарда III, участвуя в составе его армии в Столетней войне во Франции. От брака с Элис Одли он оставил нескольких сыновей, старшим из которых был Джон, и нескольких дочерей.
Точный год рождения Джона неизвестен. В одном из документов указывается, что на момент смерти отца в 1367 году ему было 28—30 лет, однако эта информация явно ошибочна, поскольку он уже в 1345 году вместе с младшим братом Робертом находился на службе в Гаскони, а в 1346 году в составе английской армии, которой командовал его отец, участвовал в битве при Невиллс-Кроссе против шотландцев, во время которой был пленён король Шотландии Давид II. Вероятно Джон родился около 1330 года.
Ранняя карьера Джона связана с военными кампаниями короля Эдуарда III во Франции, где в 1337 году началась Столетняя война. В 1345 и 1349 году Невилл участвовал в военной кампании в Гаскони в составе армии, которой руководил Генри Гросмонт, граф Ланкастер. В 1359—1360 годах он в составе английской армии под командованием Эдуарда III участвовал в осаде Реймса. Хронист Жан Фруассар сообщает, что после успешного набега на Париж Джон был посвящён в рыцари.
В середине 1360-х Джон оказался на службе у Джона Гонта, одного из сыновей Эдуарда III, что оказалось поворотным моментом в его карьере. Не позднее 1366 года он стал арендатором Гонта, получив от него земельные владения, а в 1370 году ему была установлена пожизненная рента в 50 марок в год в мирное время и 500 марок в год в военное. По заключённому соглашению Невилл содержал 20 тяжеловооружённых всадников и 20 конных лучников для военной службы у принца; во время войны с Шотландией это количество увеличивалось до 50 тяжеловооружённых всадников и 50 конных лучников. В итоге Джон оказался одним из наиболее важных приближённых Гонта, а его отряд, который он содержал для участия в военных походах принца, был самым большим из тех, о которых сохранились сведения.
В 1367 году Невилл сопровождал Гонта и его брата Эдуарда Чёрного Принца в кастильской военной кампании, которая завершилась битвой при Нахере. Во время этой кампании Джон попал в плен к кастильцам, но Гонт его освободил, заплатив за него выкуп. В 1369 году Невилл стал рыцарем ордена Подвязки, а в 1370 году стал рыцарем-баннеретом. В августе 1367 года умер отец Джона, и уже в начале следующего года он был впервые вызван в парламент как барон Невилл. 
С 30 мая 1370 года по 6 октября 1371 года Невилл занимал должность адмирала Севера. Через 6 недель после назначения ему было приказано доставить во Францию английского полководца, сэра Роберта Ноллеса. В 1371 году он, вероятно, оказался в Гиени, где Чёрный принц оставил лейтенантом Джона Гонта.

## Экспедиция в Бретань и её последствия

Франция на момент описываемых событий

Поскольку англичане постепенно теряли завоёванные во Франции позиции, в июне 1372 года Эдуард III отправил Невилла в Бретань с целью договориться о союзе с герцогом Бретонским, который был зятем короля Англии. Договор был заключён 19 июля в Лондоне. Для выполнения его условий Невиллу было велено доставить в Бретань 299 воинов и 300 лучников. Однако экспедицию вынужденно отложили до октября, в результате чего Невилл пробыл в Саутгемптоне 15 недель. Причиной этого послужили, вероятно, сложности со сбором кораблей для перевозки армии. По прибытии Невилл оставил гарнизон в Сент-Матье в современном французском департаменте Финистер, а сам отправился в Брест, где принял командование вместе с Робертом Ноллесом. Он оставался в Бретани до 1374 года, причём был наделён властью, превосходившей герцогскую. Прибытие армии Невилла в Бретань спровоцировало французскую армию вторгнуться в герцогство, после чего Брест был осаждён. Герцог Бретонский на помощь прийти не смог и бежал в Англию, а Ноллес был вынужден покинуть Брест и отправиться в собственный замок Дерваль, осаждённый французами. Оставшись в одиночестве, Невилл после неудачной вылазки 6 июля 1373 года был вынужден согласиться на сдачу крепости, если осада не будет снята в течение месяца. В качестве гарантии соглашения он передал 12 заложников. Поскольку французы отказались вступать в бой с прибывшим для освобождения Бреста флотом, которым командовали граф Солсбери и Уильям Невилл, младший брат Джона, то 4 августа, сочтя условия соглашения нарушенными, Невилл потребовал вернуть ему заложников. Позже наступление Гонта из Кале помешало французам вновь начать осаду города, после чего Джон либо отправился в Дерваль на помощь к Ноллесу, либо сразу же отбыл в Англию.
К концу службы в Бретани герцог Бретонский остался должен Невиллу значительную сумму. Часть денег была возвращена аннуитетом с земель герцога в графстве Ричмонд в Йоркшире: для возврата долга герцог был вынужден заложить Невиллу свои владения возле Ричмонда на сумму, превышающую 2 тысячи марок. Некоторые из них в 1377 году «в виду большого обнищания герцога» были возвращены Невиллу правительством короля Ричарда II.
В ноябре 1371 года, ещё до своего отъезда в Бретань, Невилл был назначен стюардом королевского двора. Этим назначением он, возможно, обязан связями с Джоном Гонтом, хотя и герцог Бретонский, который был зятем Эдуарда III, также имел влияние при королевском дворе. Скорее всего, именно связи с двором, а также участие в бретонских делах, объясняют завязавшуюся у Джона дружбу с Уильямом Латимером, 4-м бароном Латимером из Корби, который был королевским камергером и в 1360-е годы служил в Бретани. Как и у Невилла, у Латимера были поместья в Северно-Восточной Англии. Ещё до 1364 года Джон женился на Мод Перси, дочери Генри де Перси, 2-го барона Перси из Алника, одного из северо-английских лордов. Мод умерла до 1378 года. Хотя Невилл к этому моменту был уже не так молод, он договорился с Латимером о браке с его наследницей, Элизабет Латимер, которая была намного младше его. Брак состоялся незадолго до смерти Латимера, умершего 28 мая 1381 года. Элизабет тогда было немногим больше 21 года. В соответствии с завещанием Латимера, его ленники оказались подчинены Невиллу; Джон заплатил им 3 тысячи марок, а также обязался, что он и его наследники будут их защищать.
4 июня 1374 года Джон присутствовал в Вестминстере на посвящении в сан епископа Йоркского своего младшего брата Александра. В конце августа того же года он вместе с епископом Карлайла выступал посредником между братом своей жены Генри Перси и графом Дугласом.

## Импичмент Невилла в 1376 году
В апреле 1376 году в Англии началось заседание парламента, вошедшего в историю под названием «Хороший парламент». Из-за своих связей с Гонтом и Латимером, а также военного провала в Бретани, Невилл стал одним из главных объектов для нападок со стороны членов парламента. Как сообщает «Анонимная хроника», члены палаты общин потребовали от Эдуарда III отправить в отставку своих советников. В результате король 26 мая согласился исключить из совета Невилла, Латимера и свою любовницу Элис Перрерс. В итоге 2 июня Невилл покинул должность стюарда королевского двора. После того как свою должность покинул Латимер, палата общин начала процедуру его импичмента. Как сообщает хронист Томас Уолсингем, в защиту товарища выступил Невилл, указав на то, что такие значимые пэры, как Латимер, не могут подвергаться импичменту подобными людьми. В ответ спикер палаты общин, сэр Питер де ла Мар приказал ему замолчать и посоветовал озаботиться своей судьбой, ибо с ним также дальше будут разбираться.
Неизвестно, насколько вмешательство Невилла ужесточило отношение к нему палаты общин, однако когда разбирательства дошли до него, то Джону были предъявлены менее серьёзные обвинения, чем Латимеру. Его обвиняли в том, что он скупил королевские долги и обманул кредиторов, в частности, лондонского торговца Реджинальда Лава, который был исполнителем «дамы Равенсхольм», под которой, скорее всего, имеется в виду умершая 10 сентября 1375 года Маргарет, вдова сэра Джона Равенсхольма. Также Невиллу было выдвинуто обвинение в том, что он в 1372 году взял в Бретань меньшее число воинов, чем было оговорено контрактом и содержание которых ему оплатили, а также что они были слишком неопытны, в результате чего в Бретани было потеряно несколько крепостей. Кроме того, его обвинили в том, что его войска в том же самом 1372 году в Саутгемптоне занимались грабежом и бесчинствами. Джон яростно защищался от всех обвинений. В результате Лав, на которого, вероятно, оказали давление друзья Джона при дворе, отозвал своё обвинение, хотя Невиллу и пришлось возместить убытки исполнителям дамы Равенсхольм. Что же касается экспедиции в Бретань, то Джон подтвердил, что он нанял всего 100 человек, хотя условия контракта предполагали большее количество воинов. Вероятно, он таким образом решил нажиться, однако трудно понять, почему он сознательно уменьшил свою армию, хотя, возможно, существовали и другие объяснения. В итоге палата общин потребовала наказания Невилла. Согласно Уолсингему, ему был присуждён штраф в 8 тысяч марок.

## Карьера в последующие годы
В январе 1377 года был созвано новое заседание парламента, вошедшего в историю под названием «Плохого». Это был последний парламент, созванный королём Эдуардом III, и в нём преобладающую роль сыграл Джон Гонт, под влиянием которого были отменены решения предыдущего парламента, направленные на снижение коррупции. В том числе были отменены и решения по Невиллу. В результате импичмент никак не повлиял на его дальнейшую карьеру, хотя он больше и не занимал официальных должностей при дворе королей Эдуарда III и Ричарда II. 
Близость к королевскому двору и связи с Гонтом и Латимером принесли ему немалую выгоду. После смерти Латимера в 1381 году Невилл, женатый на его дочери, унаследовал большую часть владений Латимеров. Покровительство Гонта, вероятно, способствовало приобретению им земель в баронии Больбек в Нортумберленде, которые ранее принадлежали другому арендатору Гонта — сэру Ральфу Гастингсу. С учётом того, что Невиллу уже принадлежала соседняя барония Биуэлл, которую в 1336 году приобрёл его отец, эта сделка позволила Джону получить существенное влияние в графстве, где до этого доминировал другой североанглийский род — Перси. Также в то время, пока он был стюардом королевского двора, он смог получить два важных владения в Йоркшире, ранее принадлежавших Уильяму Эверингему и Джону Моубрею, а также начал приобретать земли в Камберленде. Существенное влияние на Невилла оказали и его отношения с герцогом Бретонским: в октябре 1374 года Невилл был им назначен управляющим «графством Ричмонд» в Йоркшире. После того как Ричмонд в 1381 году был у герцога конфискован, Джон остался управителем этих владений до конца жизни.
К этому времени Невилл, судя по всему, был уже достаточно богатым человеком. Он не только давал взаймы герцогу Бретонскому, но в 1372 и 1373 годах одалживал Джону Гонту деньги для финансирования им военных походов. В 1386 году Джон одолжил Ричарду II 2 тысячи марок. В январе 1383 года король признавал, что должен Невиллу 7 тысяч марок; вероятно, часть этой суммы была оплатой за службу в шотландском пограничье. 300 фунтов долга были распределены между фермами в графстве Ричмонд.
Хотя после 1376 года Невилл и не принимал участие в деятельности королевского двора, он продолжал служить английской короне в качестве военачальника. В конце 1377 года французы захватили в плен сенешаля Гаскони, сэра Томаса Фелтона. Вместо него в июне 1378 года   сенешалем был назначен Невилл. Он отбыл в Гасконь со своим отрядом, в состав которой входили 6 рыцарей, 193 оруженосца и 200 лучников. Как и ранее, когда он отправлялся в Бретань, у него возникли трудности с получением кораблей, в итоге он смог отбыть только в сентябре. Он был уполномочен вести переговоры с королём Арагона Педро IV и графом де Фуа Гастоном Фебом. Позже ему было велено послать войска на помощь королю Наварры Карлу III против короля Кастилии Энрике II, на престол которого претендовал Джон Гонт. В Гаскони Невилл оставался до конца 1380 или начала 1381 года и добился некоторых успехов в захвате замков у французов, особенно в Медоке. В Англию он вернулся не позже 5 июля 1381 года, когда ему было приказано передать людей для вооружённой свиты Джону Гонту для защиты его от восставших крестьян.
После возвращения из Франции остаток его жизни был посвящён службе в Англо-Шотландском пограничье. Ещё в 1368—1371 годах Невилл был попечителем Восточной Шотландской марки, занимал он эту должность и после возвращения из Бретани. После вступления на престол Ричарда II в июне 1377 года он был назначен хранителем замка Бамборо; эту должность он сохранил до конца жизни. Всё это время он надзирал за Шотландскими марками: чаще всего за Восточной, иногда за Западной, а то и за обеими. Также он принимал участие в переговорах с шотландцами. Поскольку он был главой рода, имевшего существенные территориальные владения в Дареме, Нортумберленде и Йоркшире, то он был заинтересован в таких обязанностях. Содержание им свиты для выполнения обязанностей хранителя оплачивалось казначейством, но и здесь его связи с Гонтом были достаточно значительны. При этом Джон Гонт находился в конфликте с Генри Перси, 1-м графом Нортумберлендом (племянником первой жены Невилла), поскольку тот запретил ему во время крестьянского восстания войти в замок Алник. Вероятно именно этим объясняется раздел Восточной Шотландской марки в декабре 1381 года, из которой была выделена так называемая «Средняя марка», состоявшая в основном из земель Перси и оказавшаяся под контролем графа Нортумберленда, в то время как остальная часть марки находилась в сфере влияния Невилла. Конфликт между Гонтом и Перси не был разрешён до заседания парламента 1384 года, поэтому, когда в августе 1383 года Невилл снова был назначен надзирать за Восточной маркой, из неё вновь была выделена Средняя марка для Перси. 
Возрастающая роль Невилла в Нортумберленде в это время привела к тому, что в 1380, 1381, 1382 и 1385 годах он назначался там мировым судьёй. В это же время он выполнял те же обязанности в Северном Ридинге Йоркшира.
Фруассар сообщает, что в 1383 году Невилл хотел присоединиться к крестовому походу епископа Деспенсера во Фландрию , но король не дал на то разрешения.

## Строительство замков

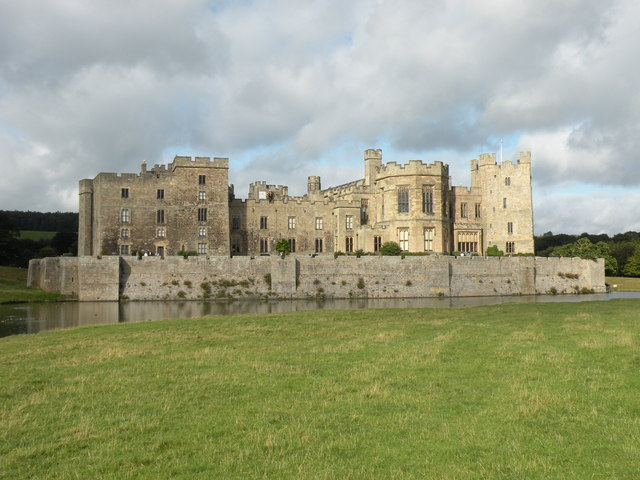
Замок Рэби, строительство которого начал Джон Невилл

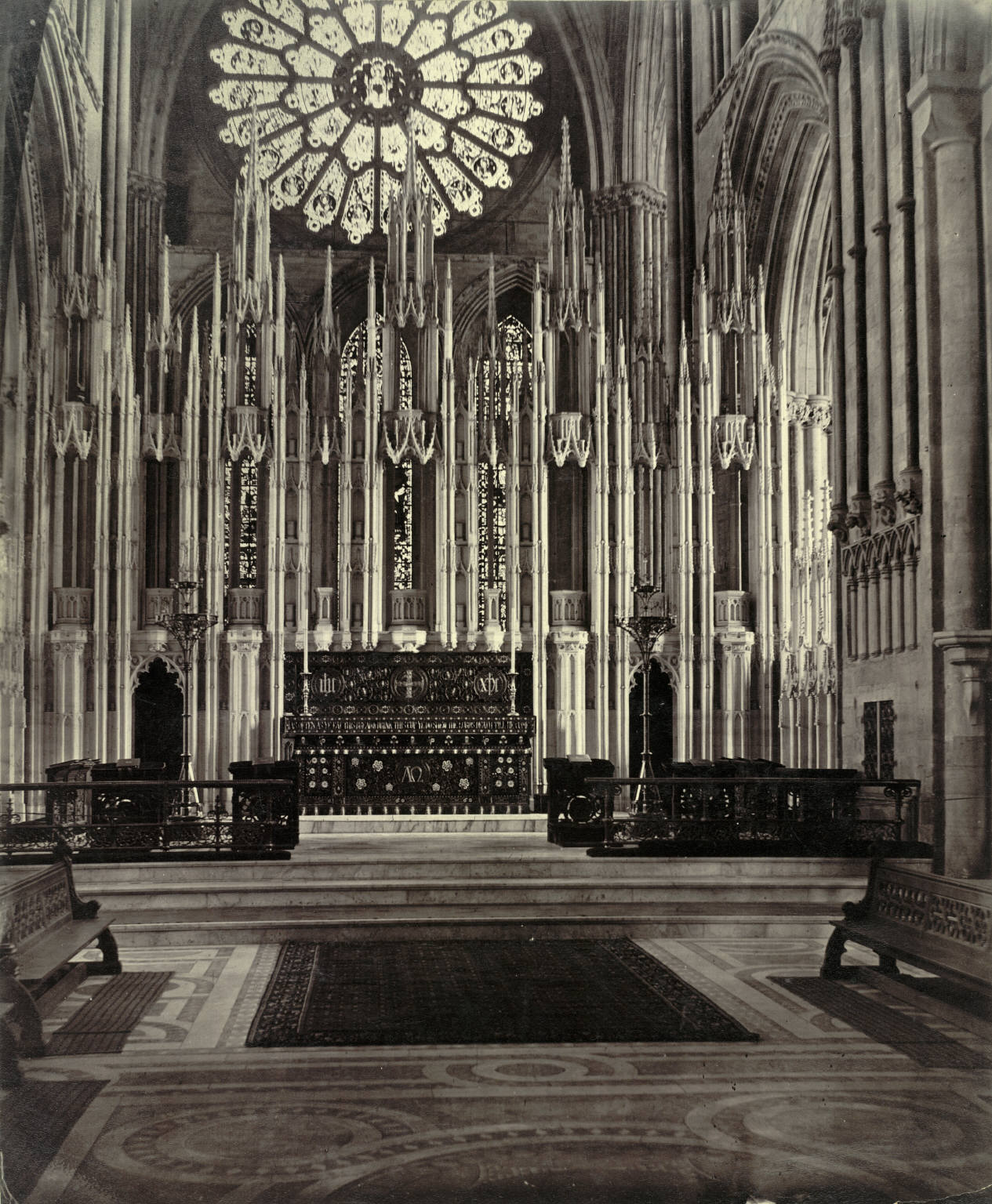
«Экран Невилла» в Даремском соборе

Богатство и амбиции Невилла нашли своё отражение в строительстве каменного замка Рэби на месте ранее существовавшего главного поместья его семьи. Лицензию на его создание Джону выдал в 1378 году епископ Дарема Томас Хэтфилд. Между 1381 и 1388 годами Невилл построил замковые ворота, на которых были выставлены геральдические щиты с гербами Невилла, его жены, Элизабет Латимер, а также Святого Георгия и ордена Подвязки. Также Джон начал построил башню Клиффорд и расширил башню Джоан, реконструировав западный фронт феодального замка. 26 апреля 1382 года он получил лицензию на постройку замка Шерифф Хаттон, однако начатое им там обширное строительство было завершено уже после его смерти. 
Также Невилл пожертвовал немалые суммы Даремскому собору. Он внёс «500 фунтов или марок» на создание так называемого «экрана Невилла» — запрестольного церковного экрана из каенского камня, законченного в 1379 году. Вероятно, что он был создан королевским архитектором Генри Йевелем, с которым Невилл, возможно, познакомился во время службы при королевском дворе. Экран был образцом готической архитектуры, первоначально он был ярко окрашен и позолочен, на нём стояло 107 статуй. Во время Реформации монахи спрятали статуи, желая избежать их уничтожения, однако это место так и не было найдено. Примерно в это же время Невилл заплатил более 200 фунтов за создание нового постамента «из мрамора и алебастра» для святыни святого Кутберта. Благодаря своим пожертвованиям, он получил привилегию быть похороненным в нефе Даремского собора, где в 1370-е годы заказал себе гробницу, в которой была похоронена его первая жена, Мод, а позже был похоронен и он сам.
Вероятно, что эти огромные расходы были попыткой Невилла поднять значение своего рода и вывести его на первые роли среди английской высшей знати. Это предположение полностью соответствует возрастающей роли и богатству Невиллов. В «Вестминстерской хронике» сообщается, что во время шотландской кампании 1385 года Ричард II присвоил ему титул графа Камберленда, однако в знак протеста против щедрости короля парламент в октябре того же года отказался утвердить этот титул. В итоге королевское решение так и не вступило в силу. Только сын Джона, Ральф Невилл, в 1397 году получил титул графа Уэстморленда.

## Последние годы

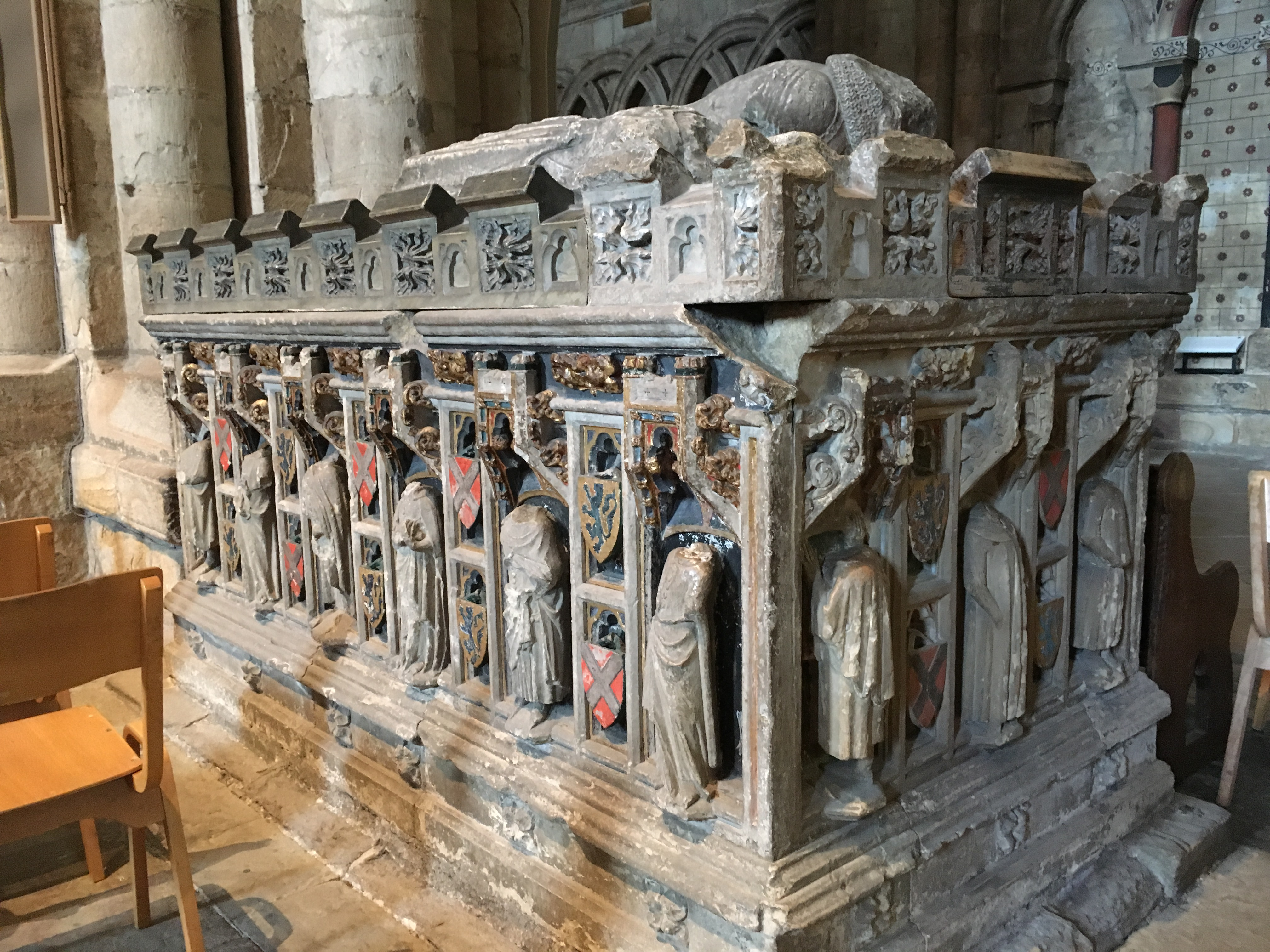
Гробница Джона Невилла и его первой жены в Даремском соборе

В 1385 году король Ричард II затеял военный поход в Шотландию. По его призыву прибыл и Невилл, приведя свиту в составе 200 тяжеловооружённых всадников и 300 лучников, что превышало свиту большинства лордов; больше было только у Гонта, герцога Глостерского, графа-маршала и графа Нортумберленда. В марте 1386 года он был назначен командующим всей армией против шотландцев.
К этому времени Невиллу было уже за 50 лет, вероятно, именно поэтому он в 1386 году не сопровождал Гонта в экспедиции в Кастилию. В отличие от брата, Александра, архиепископа Йоркского, который пользовался расположением Ричарда II и занимал высокое место при королевском дворе, Джон не стремился вернуть себе место при дворе. Кроме того, после мятежа лордов-апеллянтов Александр в 1388 году был обвинён противниками короля в измене и был вынужден бежать. Самому Джону было отказано в выплате задолженностей за охрану Шотландских марок. Он не принимал участие в англо-шотландской войне летом 1388 года, но после поражения англичан в битве при Оттерберне был вновь назначен попечителем марок.
Джон умер 17 октября 1388 года в Ньюкасле. По завещанию Джона, датированному 31 августа 1386 года, были выделены деньги для распределения между его пахарями и скотоводами. Его похоронили рядом с первой женой в заказанной им ещё в 1370-х годах гробнице в Даремском соборе. Она сохранилась до нашего времени, хотя и была частично повреждена в 1650 году шотландскими заключёнными, попавшими в плен при Данбаре; располагается она в южном проходе нефа собора рядом с гробницами членов его семьи, это место получило название часовни Невиллов.

## Наследство Невилла
От первого брака с Мод Перси у Джона родилось двое сыновей. Старший сын, Ральф де Невилл, унаследовал владения и титулы отца, а в 1397 году получил титул графа Уэстморленда. Он сам и его многочисленное потомство играли значительную роль в истории Англии конца XIV — XV веков. Второй сын, Томас Невилл, женился на наследнице Уильяма, барона Фёрниволла; в 1383 году он вызывался в парламент как барон Невилл из Халламшира, хотя обычно его называли «лорд Фёрниволл». Он был военным казначеем во время правления короля Генриха IV, умер в 1406 году и оставил только дочь, Мод, которая вышла замуж за Джона Толбота, будущего 1-го графа Шрусбери, в результате чего титул барона Фёрниволла перешёл к Толботам. Также от этого брака родилось несколько дочерей. 5 из них известны по именам, но в завещании упоминается ещё одна дочь.
От второго брака с Элизабет Латимер родился сын Джон, который после наступления совершеннолетия в 1404 году был вызван в парламент как барон Латимер. Он умер в 1430 году. Поскольку Джон не имел наследников, то продал титул барона Латимера своему единокровному брату Ральфу. Также от этого брака родилась как минимум одна дочь.
Вдова Джона, Элизабет Латимер, вышла замуж вторично, её мужем стал Роберт де Уиллоуби (ок. 1349 — 9 августа 1396), 4-й барон Уиллоуби де Эрзби. Она умерла 5 ноября 1395 года.

## Брак и дети
1-я жена: до 1364 Матильда (Мод) Перси (ум. до 18 февраля 1378), дочь Генри де Перси, 2-го барона Перси из Алника и Идонеи Клиффорд. Дети:
- Элис де Невилл (ок. 1358 — 20 июня 1433); муж: ранее 24 июня 1380 Уильям Дейнкур (26 декабря 1357 — 15 октября 1381), 2-й барон Дейнкур с 1364[15][13][14];
- Элеанор де Невилл (ок. 1360 — после 1441); муж: Ральф Ламли (погиб в январе 1400), 1-й барон Ламли с 1384[15][13][14];
- Матильда (Мод) де Невилл; муж: сэр Уильям Ле Скруп (ум. 1367)[15][13][14];
- Ральф де Невилл (ок. 1364 — 21 октября 1425), 4-й барон Невилл из Рэби с 1388, 1-й граф Уэстморленд с 1397[15][13][14];
- Идонея де Невилл[15][13][14];
- Томас де Невилл (ум. 14 марта 1407), 5-й барон Фёрниволл с 1383, 1-й барон Невилл из Халламшира с 1383[15][13][14];
- Элизабет де Невилл, монахиня[13].

2-я жена: до 28 мая 1381 Элизабет Латимер (ок. 1356 — 5 ноября 1395), 5-я баронесса Латимер из Корби с 1381, дочь Уильяма Латимера, 4-го барона Латимера из Корби, и Элизабет Фицалан. Дети:
- Джон де Невилл (1382 — 10 декабря 1430), 6-й барон Латимер из Корби с 1395[15][13][14];
- Элизабет де Невилл; муж: сэр Томас де Уиллогби (ум. 1417), шериф Линкольншира[13][14].